# Wolfgang Meid
Wolfgang Meid (Pfungstadt, 12 de Novembro de 1929) é um linguista alemão e indo-europeu. Ele é professor emérito de linguística (comparativa) e é considerado um dos principais indo-europeus e celtologistas internacionais.

## Vida
Meid estudou Linguística Comparada, Filologia Clássica e Indologia nas Universidades de Frankfurt am Main e Tübingen. Ele recebeu seu doutorado em Tübingen em 1955. Depois de lecionar nas Universidades de Dublin e Würzburg, tornou-se professor da Universidade de Innsbruck em 1965 e se aposentou em 1999.
Meid foi editor e editor da série “Contribuições de Innsbruck para estudos culturais” e “Contribuições de Innsbruck para lingüística”, além de co-editor da Archaeolingua (Budapeste) e autor de 30 monografias e mais de 130 contribuições em periódicos e antologias.

## Prêmios
- 1993: Prêmio Wilhelm Hartel
- 2004: "Doutor em celta estuda honoris causa" (D. Litt. Celt. hc) da Universidade Nacional da Irlanda

## Publicações (seleção)
como autor
- Personalia mit -no-Suffix. Studien zu den mittels -no- gebildeten westindogermanischen Führer- und Herrscherbezeichnungen, Götternamen und verwandten Personalia. Dissertation, Universität Tübingen 1955, V, 240 S. (unpubliz.).
- Die indogermanischen Grundlagen der altirischen absoluten und konjunkten Verbalflexion. Harrassowitz, Wiesbaden 1963. 142 S. (zugl. Habilitationsschrift, Universität Würzburg).
- Die Kelten. 2. Aufl. Reclam, Stuttgart 2011, ISBN 978-3-15-017053-3 (fachwissenschaftliche Rezension bei H-Soz-u-Kult).
- Das germanische Praeteritum. Indogermanische Grundlagen und Entfaltung im Germanischen (Innsbrucker Beiträge zur Sprachwissenschaft; 3). Universität, Innsbruck 1971. 134 S.

como editor
- Hans Krahe: Germanische Sprachwissenschaft. Göschen, Berlin 1967ff.

1. Einleitung und Lautlehre (Sammlung Göschen; 238). 7. Aufl. 1969. 148 S.
2. Formenlehre (Sammlung Göschen; 780). 7. Aufl. 1969. 155 S.
3. Wortbildungslehre (Sammlung Göschen; 1218). 7. Aufl. 1969. 270 S.

- Hans Krahe: Noções básicas da sintaxe comparativa das línguas indo-européias (contribuições de Innsbruck à lingüística; 8). University of Innsbruck 1972. 136 páginas (juntamente com Hans Schmeja).

como tradutor
- Marija Gimbutas: Das Ende Alteuropas. Der Einfall von Steppennomaden aus Südrußland und die Indogermanisierung Mitteleuropas (Innsbrucker Beiträge zur Kulturwissenschaft/Sonderheft; 90). Archaeolingua, Budapest 1994, ISBN 963-8046-09-0, 135 S. (zusammen mit Maria Seissl).
- Sándor Bökönyi: Das Przewalski-Pferd oder Das mongolische Wildpferd (Innsbrucker Beiträge zur Kulturwissenschaft/Sonderheft; 127). Archaeolingua, Innsbruck 2008, ISBN 978-3-85124-223-2.